# Anchuras
Anchuras és un municipi de la província de Ciudad Real a la comunitat autònoma de Castella - la Manxa. Situat als contraforts dels Montes de Toledo, s'inclou dintre de la comarca de La Jara i constitueix un enclavament, anomenat Rincón de Achuras. La vigent divisió provincial aïlla el territori d'Anchuras de la resta de Ciudad Real, pel que aquesta localitat està envoltada de municipis de les províncies de Toledo i Badajoz de Robledo del Mazo al nord, Los Navalucillos a l'est i Sevilleja de la Jara a l'oest. Alhora, inclou els annexos d'Enjambre al nord, Encinacaida al nord-est, Las Huertas al sud i Gamonoso al sud-est.